# Une ordure
Pour les articles homonymes, voir Ordure.
Une ordure est le cinquième roman de l'écrivain écossais Irvine Welsh, paru pour la première fois en 1998. 
Une suite a été publiée en 2008 sous le titre Crime.

## Résumé
Entre une barre de Kit Kat et un rail de cocaïne, le brigadier Bruce Robertson rêve à la semaine de vacances qu'il va passer à Amsterdam, au programme : alcool, stupéfiants et prostituées. Le meurtre d'un jeune homme noir, le départ de sa femme et de sa fille, et un ver solitaire tenace ne suffiront pas à contrecarrer ses plans...